# Wolfgang Mommsen
Wolfgang Justin Mommsen (Marburgo, Alemania, 5 de noviembre de 1930 -Bansin/Heringsdorf, 11 de agosto de 2004) fue un historiador alemán.
Mommsen era hermano del historiador Hans Mommsen, hijo del historiador Wilhelm Mommsen y bisnieto del historiador romano y ganador del Premio Nobel de Literatura Theodor Mommsen.
Entre 1959-1967 se desempeñó como profesor en la Universidad de Colonia, entre 1967-1978 en la Universidad de Düsseldorf y entre 1978 y 1985 como director del Instituto Histórico Alemán en Londres. Mommsen fue experto en historia moderna británica y alemana. Entre sus intereses de investigación se contaban el estudio del imperialismo y la historia de Gran Bretaña en el siglo XIX, así como el Imperio Alemán y la Primera Guerra Mundial. En 1959, escribió una biografía sobre Max Weber.

## Publicaciones (selección)
- Max Weber und die deutsche Politik, 1890-1920, 1959.
- Der europäische Imperialismus. Aufsätze und Abhandlungen, 1979.
- The Emergence of the Welfare State in Britain and Germany, 1850-1950 coeditado con Wolfgang Mock, 1981.
- Sozialprotest, Gewalt, Terror: Gewaltanwendung durch politische und gesellschaftliche Randgruppen im 19. und 20. Jahrhundert, coeditado con Gerhard Hirschfeld, 1982.
- The Fascist Challenge and the Policy of Appeasement, coeditado con Lothar Kettenacker, 1983.
- The Development of Trade Unionism in Great Britain and Germany, 1880-1914, coeditado con with Hans-Gerhard Husung, 1985.
- Imperialism and After: Continuities and Discontinuities coeditado con Jürgen Osterhammel, 1986.